# Бобби (фильм, 1973)
«Бобби» (хинди बॉबी, англ. Bobby) — индийский фильм-мелодрама режиссёра Раджа Капура, вышедший в прокат в ноябре 1973 года. Предыдущий фильм Капура — «Моё имя Клоун» стал коммерческим провалом и оставил режиссёра в долгах, поэтому «Бобби» снимался с ограниченным бюджетом, а знаменитый актёр Пран согласился играть за символическую плату в 1 рупию. По итогам сборов фильм получил статус «блокбастер», став самым кассовым фильмом года и вторым среди самых кассовых фильмов 1970-х, уступив первое место фильму «Месть и закон». В фильме дебютировала актриса Димпл Кападия, а сын режиссёра Риши Капур впервые сыграл главную роль.
Вышел на советские экраны в сентябре 1975 года, и его посмотрели 62,6 млн зрителей. В результате фильм занял 6 место по посещаемости среди зарубежных фильмов за всю историю советского кинопроката. Фильм переснят на персидский под названием Parvaz Dar Ghafas в 1980 году.

## Сюжет
18-летний Радж Нат и 16-летняя Бобби Браганза встретились и сразу же полюбили друг друга. Однако молодым людям, кажется, не суждено быть вместе. Дело в том, что богатые и уважаемые родители Раджа никогда не согласятся на то, чтобы их сын женился на дочери бедного (во всяком случае так считает семья Раджа) рыбака. На пути любви стоят суровые законы индийского общества и кастовое неравенство, а также разница вероисповеданий: Радж — индуист, Бобби — христианка.

## В ролях
- Риши Капур — Радж Нат
- Димпл Кападия — Бобби Браганза
- Пран — мистер Нат, отец Раджа
- Прем Натх — Джек Браганза, отец Бобби
- Дурга Кхоте — миссис Браганза, мать Джека, бабушка Бобби
- Аруна Ирани — Нима
- Прем Чопра — Прем Чопра
- Фарида Джалал — Алка «Никки» Шарма
- Соня Сахни — миссис Сушма Нат, мать Раджа
- Пилу Дж. Вадия — миссис Пестонджи
- Джагдиш Радж — полицейский инспектор
- Пинчу Капур — мистер Шарма
- Радж Рани — миссис Шарма
- Шаши Киран — Шьям, приятель Раджа по колледжу
- Гханшьям Рохера — официант
- Мадхуп Шарма — директор колледжа

## Саундтрек
| №  | Название                        | Исполнители                     | Длительность |
| -- | ------------------------------- | ------------------------------- | ------------ |
| 1. | «Ae Ae Ae Phansa»               | Лата Мангешкар                  |              |
| 2. | «Ankhiyon Ko Rahne De»          | Лата Мангешкар                  |              |
| 3. | «Beshak Mandir Masjid»          | Нарендра Чанчал                 |              |
| 4. | «Hum Tum Ek Kamre Mein Band Ho» | Лата Мангешкар, Шайлендра Сингх |              |
| 5. | «Jhoot Bole Kauva Kate»         | Лата Мангешкар, Шайлендра Сингх |              |
| 6. | «Main Shayar To Nahin»          | Шайлендра Сингх                 |              |
| 7. | «Mujhe Kuchh Kahna Hai»         | Шайлендра Сингх, Лата Мангешкар |              |
| 8. | «Na Mangun Sona Chandi»         | Манна Дей, Шайлендра Сингх      |              |

В песне «Ankhiyon Ko Ranhe De» используется мотив композиции «Ankhiyan nu Rehen de» пакистанской певицы и актрисы Решмы.
В качестве музыкальной темы первой встречи и сватовства Раджа и Бобби используется вальс «Дунайские волны».

## Награды и номинации
Filmfare Award
- Filmfare Award за лучшую мужскую роль — Риши Капур
- Filmfare Award за лучшую женскую роль — Димпл Кападия
- Filmfare Award за лучший мужской закадровый вокал — Нарендра Чанчал («Beshak Mandir Masjid»)
- Filmfare Award за лучшую работу художника-постановщика — А. Рангарадж
- Filmfare Award за лучший звук — Аллауддин Хан Куреши
- Номинация Filmfare Award за лучший фильм
- Номинация Filmfare Award за лучшую режиссуру — Радж Капур
- Номинация Filmfare Award за лучшую мужскую роль второго плана — Прем Натх[англ.]
- Номинация Filmfare Award за лучшую женскую роль второго плана — Аруна Ирани
- Номинация Filmfare Award за лучший мужской закадровый вокал — Шайлендра Сингх[англ.] («Main Shayar To Nahin»)
- Номинации Filmfare Award за лучшие слова к песне для фильма — Ананд Бакши («Hum Tum Ek Kamre Mein» и «Main Shayar To Nahin») и Виттхалбхаи Пател[англ.] («Jhoot Bole Kava Katei»)
- Номинация Filmfare Award за лучшую музыку к песне для фильма — Лаксмикант-Пьярелал[англ.]

BFJA Awards
- BFJA Award за лучший мужской закадровый вокал (хинди) — Шайлендра Сингх
- BFJA Award за лучшую аудиографию (хинди) — Аллауддин Хан Куреши